# 白虎文
白虎文（はくこぶん、生没年不詳）は、中国の三国時代から西晋にかけての人物。涼州胡族の王。

## 生涯
延熙10年（247年）、涼州の隴西郡・南安郡・金城郡・西平郡で、羌族の俄何・焼戈・伐同・蛾遮塞、及び治無載らが城邑を攻撃し、蜀漢軍を誘い入れるなど、魏に対しての軍事行動を起こした。郭淮や夏侯覇の軍により反乱軍は各個撃破されたが、治無載は部族を率いて蜀軍に帰順し、姜維がこれを収容した。涼州の異民族の王である白虎文も同様に部族を率いて帰順し、彼らは成都から北西に位置する繁県に移住した。
蜀漢の滅亡後は涼州に戻ったと見られ、鮮卑の禿髪樹機能の乱に参加している。泰始6年（270年）には薬蘭泥と共に、秦州刺史の胡烈を万斛堆（安定郡沙山）の地で殺害。翌年（271年）には北地郡の胡族と共に、青山の地で涼州刺史・牽弘を包囲した後、殺害した。